# Détente (guerre froide)
Pour les articles homonymes, voir Détente.
| Carte du monde montrant par un code couleur les alliances au début des années 1970 : - Bleu : États-Unis et leurs alliés - Rouge : Union soviétique et autres pays communistes alliés - Bleu clair : Pays de l'AELE et de l'OCDE non membres de l'OTAN - Rose : Pays non communistes alliés à l'Union soviétique - Orange : Pays communistes non alliés de l'Union soviétique - Vert : Colonies des deux côtés - Gris : Pays non-alignés |

La détente désigne plusieurs phases de la guerre froide, au cours desquelles les relations Est-Ouest deviennent plus apaisées. 
L'usage du mot « détente » est devenu courant à partir du début des années 1960, en français mais aussi en anglais, souvent en combinaison avec sa définition usuelle de période de relâchement des tensions (en anglais : relaxation of tensions). 
Les périodes de rapprochement entre l'Est et l'Ouest sont également qualifiées du nom de dégel. La notion de détente se substitue très largement à celle de coexistence pacifique, laquelle continue d'être utilisée principalement par les Soviétiques qui l'avaient formulée. 

## Période désignée
Dans un article titré "La 3ème détente", d'André Fontaine, dans Le Monde du 11 octobre 1963, la détente est clairement défini comme débutant en 1953. "La première détente avait suivi la mort de Staline" au début de 1953 et "n'a pas résisté au soulèvement hongrois et à l'équipée de Suez" en 1956.  Une seconde détente de "neuf mois seulement" fut "beaucoup plus brève", allant de la visite de Nikita Khrouchtchev au président américain Dwight Eisenhower le 15 septembre 1959, un voyage de treize jours, qui fait suite à un autre, également de deux semaines,  du vice-président américain Richard Nixon en URSS jusqu'au "sommet" manqué à Paris, le 14 mai 1960, moment du second voyage de Khrouchtchev à Paris, dans un contexte soudain tendu par l'incident de l'avion espion U2 abattu quelques jours auparavant par les Soviétiques. Il s'interrompt le 16 mai en raison de la polémique déclenchée par cet incident et de l'impossibilité qui en découle d'aborder les sujets prévus,..
La troisième détente, qui débute en 1963, semble au moment même très incertaine à ses acteurs, avec des divergences, par exemple entre le duo constitué par général de Gaulle et le chancelier allemand Konrad Adenauer, et le chef d'Etat socialiste belge Paul-Henri Spaak. Au cours de la "première détente", qui a marqué un "certain réchauffement sous l'impulsion plus particulière de Nikita Khrouchtchev", les Soviétiques ont "cherché, délibérément, à apaiser les Occidentaux", le Kremlin étant "prêt en 1953 à acheter la détente", avec à la clé "des résultats tangibles : les armistices coréens et indo-chinois, le traité autrichien",  car ils étaient devenus "inquiets du tour que la folie sénile du dictateur disparu", Staline, "avait fait prendre au conflit Est-Ouest", souhaitant de plus "régler en paix les terribles problèmes posés par sa succession" . Selon André Fontaine, Nikita Khrouchtchev  eaucoup hésité, s'est décidé à intervenir à Budapest en 1956 et l'a faut principalement "pour donner un coup d'arrêt à un courant de déstanilisation qu'il avait lancé lui-même mais qui était en train de se retourner contre lui".
La "détente" est parfois aussi évoquée comme commençant au début de 1963, après la crise des missiles de Cuba, et s'achevant en 1979-1980 avec l'invasion soviétique en Afghanistan et l'arrivée de Ronald Reagan à la présidence des États-Unis. L'Acte final d'Helsinki de 1975 en serait le point culminant, après lequel les relations se tendent à nouveau progressivement en raison de la persistance de la course aux armements et de nouvelles tensions Est-Ouest, en particulier dans le tiers-monde.
Entre les deux blocs, il y eut plusieurs cycles de montée puis de relâchement des tensions. Les années 1953-1958, avec la disparition de Staline et l'émergence de Khrouchtchev, puis les années 1985-1989 avec l'arrivée au pouvoir de Gorbatchev constituent ainsi d'autres phases de détente entre l'Est et l'Ouest.
La « détente » des années 1963-1979 correspond au relâchement des tensions qui s'est instauré progressivement à partir de 1963, caractérisé par :
- La tenue de fréquentes rencontres au sommet, partie visible du développement à grande échelle d'un dialogue diplomatique qui ne se limite pas aux États-Unis et à l'Union soviétique, mais implique fortement les États d'Europe de l'Ouest et de l'Est ainsi que la Chine, la négociation prenant le pas sur les face-à-face tendus des années précédentes,
- La signature d'accords et de traités d'importance entre pays de l'Ouest et de l'Est, en matière de relations internationales et de limitation des armements,
- Le développement des relations de toutes natures, économiques en premier lieu, mais aussi scientifiques, sportives, et culturelles.

La détente trouve son origine dans la volonté partagée par les États-Unis, l'Union soviétique et leurs alliés respectifs de réduire les risques de guerre nucléaire, qui ont culminé avec la crise de Berlin et la crise de Cuba. Kennedy et Khrouchtchev ont conscience de ce que l'utilisation ne serait-ce que d'une fraction des armes nucléaires en leur possession signifierait une apocalypse sans précédent pouvant conduire à l'extinction de l'humanité. Ils tirent rapidement les leçons de ces crises dont l'épilogue montre que le dialogue entre les deux Grands est à la fois possible et nécessaire. Leurs successeurs vont en reprendre l'idée et lui donner un contenu davantage tangible en termes de vision du monde, de reconnaissance politique du statu quo issu de la Seconde Guerre mondiale, de modération de la course aux armements et d'échanges de toutes natures entre l'Est et l'Ouest.

## La «détente» n'est pas la paix
Mais la « détente » n'est pas la paix, car les motivations des dirigeants varient fonction de leurs propres intérêts et peuvent donc être très différentes d'un camp à l'autre :
- Les dirigeants occidentaux sont, pour leur part, persuadés que le modèle économique soviétique recèle des faiblesses structurelles qui contribueront à terme à l'effondrement du communisme et à l'ouverture de ces immenses espaces à l'économie de marché. Leur vision stratégique à long terme, portée plus particulièrement par les dirigeants allemands et français partisans de la « détente », est que le rapprochement des responsables politiques, des économies et des hommes est porteur à terme d'une convergence des systèmes politiques et sociaux ou du moins d'un effacement des luttes idéologiques au profit d'une paix véritable[7]. Dès lors la « détente » est un moyen d'accélérer cette évolution. Au-delà de ce souhait, les dirigeants occidentaux, notamment les Présidents américains et français, sont convaincus que les Soviétiques n'envisagent ni guerre nucléaire ni invasion de l'Europe de l'Ouest dans un avenir prévisible, mais estiment néanmoins nécessaire d'entretenir un haut niveau de capacités militaires pour démontrer leur cohésion et leur puissance économique et technologique[8].
- Du côté soviétique et aux yeux des analystes communistes, la volonté de convergence des systèmes et d'effacement des luttes idéologiques des occidentaux revient à souhaiter que les capitalistes parviennent à faire cesser la lutte des classes[9] et à stopper l'évolution historique de la société vers le socialisme et le communisme[10],[11]. Pour autant la guerre frontale avec l'Ouest n'est pas envisageable, mais les dirigeants soviétiques veulent à tout prix atteindre puis conserver la parité stratégique avec les États-Unis et maintiennent donc un haut niveau de dépenses militaires. Si les Soviétiques jouent le jeu de la « détente », c'est pour des raisons qui leur sont bien spécifiques, liées à la crise de leurs relations avec la Chine et à leur retard technologique et économique, lui-même lié à leur praxis politique[12]. Celle-ci, à travers le pouvoir discrétionnaire de la police politique et du parti unique officiellement « organe dirigeant de l’État », et à travers une stricte planification de l'économie qui ne touchait pas seulement les orientations macro-économiques et le commerce international, mais aussi tous les aspects de la production, de la distribution et de la consommation, étouffait toute initiative, sanctionnait toute erreur (considérée comme un sabotage délibéré), considérait toute critique comme une opposition au socialisme et donnait la priorité à l'industrie lourde sur les besoins de la population (ce qui encourageait le développement d’une économie informelle, mais spéculative)…[13],[14]. Dans ces conditions, les trois secteurs primaire, secondaire et tertiaire éprouvaient ce que l'humour populaire nommait les « difficultés passagères permanentes »[15],[16] qui, certaines années, rend nécessaire l'importation de céréales des États-Unis[17], et impose de trouver en Allemagne de l'Ouest ou en France des technologies ou des produits industriels que les pays communistes ne maîtrisent pas ou ne parviennent pas à produire.

Ainsi, la « détente » ne signifie pas que chaque camp renonce à l'emporter sur l'autre et n'exclut pas nombre d'ambiguïtés et d'arrière-pensées qui finiront par la miner. Dans les deux camps, les dirigeants doivent aussi composer avec les opposants à la détente, qui ne croient pas à la sincérité du camp adverse, estiment que la « détente » ne serait qu'un écran de fumée et soulignent le risque d'être distancé dans la course aux armements ou dans la compétition pour le tiers monde.

## Déroulement chronologique de la « détente »
Les phases de la « détente » :
- De 1963 à 1968, la détente s'impose progressivement comme une nécessité ; Kennedy et de Gaulle en sont les précurseurs.
- De 1969 à 1975, la détente se concrétise par une série d'accords, portés par quelques hommes : Nixon, Kissinger, Brejnev, Brandt.
- De 1976 à 1979, la détente est mise à mal par de nouvelles tensions.

### La détente s'impose lentement (1963-1968)

#### Le dialogue Est-Ouest se noue après Cuba
Au lendemain de la crise de Cuba, les dirigeants occidentaux s'interrogent sur la possibilité et le champ d'application d'une politique de détente avec l'Union soviétique : peut-on faire confiance aux soviétiques, faut-il rouvrir les négociations relatives à Berlin, ou faut-il axer les négociations sur les questions nucléaires, en profitant de la peur du déclenchement d'une guerre nucléaire incontrôlée encore très présente dans tous les esprits ?
Dans son discours le 10 juin 1963, Kennedy propose une stratégie pour la paix et prend une initiative unilatérale d'arrêt des essais nucléaires dans l'atmosphère. Khrouchtchev y répond positivement et une série de gestes réciproques suivent qui soulignent l'importante de la communication, des décisions symboliques et de la psychologie des dirigeants et des opinions publiques dans l'instauration de la détente : dès juin 1963 une liaison permanente par téléscripteur, popularisée sous le nom de « téléphone rouge », est mise en place entre le Kremlin et la Maison Blanche, qui permet de se concerter immédiatement et d’éviter ainsi une diplomatie « au bord du gouffre ». Puis en août 1963, le traité de Moscou est signé par lequel les essais nucléaires atmosphériques et sous-marins sont interdits. L'assassinat de John F. Kennedy le 22 novembre 1963 et la destitution de Khrouchtchev en octobre 1964 interrompent la dynamique ainsi amorcée.

#### Les États-Unis et l'URSS développent leur dialogue avec prudence
Les changements de dirigeants, les priorités et les difficultés internes propres à chacun des deux Grands freinent les progrès tangibles de la détente, sans en remettre en cause les principes.
Le successeur de Kennedy, Lyndon B. Johnson, désire poursuivre la politique de détente, mais il engage massivement les forces armées américaines dans la guerre du Viêt Nam qui oppose le Nord-Viêt Nam et le Front national de libération du Sud Viêt Nam soutenus par l'Union soviétique et la Chine, au  Sud-Viêt Nam soutenu par les États-Unis appuyés par leurs alliés de l'Asie et du Pacifique. Il est décidé à poursuivre coute que coûte la politique d'endiguement du communisme dans le Tiers-Monde fomentant des coups d'état militaires très répressifs contre João Goulart au Brésil en mars 1964, Soekarno en Indonésie en octobre 1965 ; ou en envoyant des marines à Saint-Domingue en avril 1965 pour faire tomber Juan Bosch. En Europe, où la RFA et surtout la France de de Gaulle affirment de plus en plus leurs propres vues en matière de défense et de relations extérieures, Johnson peine à déterminer et faire prévaloir une ligne politique claire, notamment en ce qui concerne le rôle et la stratégie de l'OTAN. 
Les membres de la troïka qui remplace Khrouchtchev à la tête de l'Union soviétique ne partagent pas les mêmes vues sur la détente. Les dirigeants soviétiques sont majoritairement en faveur d'un retour à l’orthodoxie marxiste telle qu’ils en ont été imprégnés sous Staline qui a fait leur carrière. Ils ont peu d’expérience de la politique extérieure, et croient en la victoire ultime du système communiste. Très hostiles aux États-Unis, désireux de profiter des discordes entre Occidentaux, ils sont fortement en faveur d’un rapprochement avec la Chine de Mao et d’un soutien aux nord-vietnamiens. Ils craignent que la politique de détente n'encourage l'impérialisme américain et ne les mette en porte-à-faux avec Pékin qui ne les accuse avec succès dans le Tiers-Monde de "capitulationnisme". Cependant, le consensus n’est pas total entre ces dirigeants dont certains continuent de penser que la coexistence pacifique et la recherche d’un modus vivendi avec les Américains doivent demeurer les priorités de la politique étrangère soviétique. Au sein de la troïka, Kossyguine prend à sa charge les relations extérieures du pays. Ses voyages à Pékin et Hanoi en février 1965 ne débouchent sur rien de concret : les Russes sont forcés de constater le refus des Chinois de se réconcilier avec eux et la volonté des communistes Vietnamiens de mener coûte que coûte la guerre pour la réunification de leur pays. La détérioration des relations avec la Chine préoccupe au plus haut point Moscou et constitue un facteur fort d'incitation à la stabilisation de la situation en Europe.
L’intensification de l’intervention militaire américaine au Vietnam dans les années 1965 à 1967 exaspère les Soviétiques qui ne voient pas, hormis une aide multiforme à la République démocratique du Viêt Nam qui lui permette de tenir tête aux bombardements américains, quelles actions concrètes ils pourraient engager pour la contrer. Par ailleurs en 1967, les Soviétiques connaissent des revers majeurs avec le massacre des communistes en 1965 en Indonésie et surtout l’effondrement, en juin lors de la guerre des Six Jours, des pays arabes auprès desquels Moscou a beaucoup investi. La politique extérieure de Moscou en Asie et au Moyen-Orient est dans l’impasse. Un traité de démilitarisation totale de l'espace et de la Lune est cependant adopté par les Nations-Unies en décembre 1966, puis signé par les Deux Grands ainsi que par la Grande-Bretagne le 27 janvier 1967. Il entre en application le 10 octobre. Mais le sommet américano-soviétique de Glassboro organisé à la hâte en juin 1967 ne débouche sur aucun autre résultat concret. Il n'en confirme pas moins l'esprit de la détente, en affichant la volonté des deux grands puissances de dialoguer.
La priorité pour les Soviétiques est de poursuivre à marche forcée leur effort en matière de forces stratégiques nucléaires afin de pouvoir négocier sur un pied d'égalité avec les États-Unis, objectif qui n'est atteint qu'à la fin des années 1960, en parallèle des négociations relatives à la non-prolifération des armes nucléaires qui durent depuis plusieurs années. Les Américains comme les Soviétiques veulent conclure, mais le projet de l'OTAN de permettre sous certaines conditions l'accès à l'arme nucléaire par plusieurs pays dont l'Allemagne de l'Ouest bloque tout accord,. En 1966, les Américains y renoncent, ouvrant la voie à un accord sur le Traité de non-prolifération nucléaire (TNP) qui sera signé en juillet 1968, dans le cadre de la Commission du désarmement à Genève, par lequel les pays signataires s’engagent à ne transférer ni armes, ni technologie nucléaires aux États non dotés d’armes nucléaires (ENDAN).

#### De Gaulle précurseur de la détente (1964-1969)
De Gaulle est un des premiers à pousser l'idée de détente : les années 1962-1963 marquent un tournant dans la politique extérieure de la France avec le règlement de la crise de Cuba qui démontre la nécessité du dialogue entre l'Ouest et l'Est, et avec la fin de la guerre d'Algérie qui donne les mains libres à la France pour mener une politique étrangère en propre, basée sur l'indépendance et le refus d'une hégémonie américano-soviétique. Déçu de n'avoir pu instaurer avec l'Allemagne une Europe moins liée aux États-Unis et conscient de l'émergence d'un tiers-monde désireux de trouver sa place, de Gaulle réoriente sa politique dans un sens plus mondialiste dont des temps forts sont la reconnaissance de la Chine communiste en janvier 1964 et le voyage en Amérique latine en septembre et octobre de la même année. De Gaulle prend de plus en plus ses distances avec les États-Unis en raison du conflit vietnamien et par refus de la logique des blocs. Pour autant, il marque clairement son opposition au régime totalitaire communiste.
L'URSS multiplie les ouvertures diplomatiques vis-à-vis de la France qu'elle cherche à détacher de l'Alliance atlantique et dont elle espère qu'elle soutienne son initiative de tenue d'une conférence sur la sécurité en Europe. De Gaulle voit dans le dialogue avec les Russes une occasion pour la France de jouer les premiers rôles et de faire contrepoids aux relations de plus en plus tendues avec les États-Unis. De Gaulle considère que l'URSS — qu'il appelle le plus souvent la Russie — fait partie de l'Europe de l'Atlantique à l'Oural et que c'est en premier lieu aux Européens de régler le problème allemand et de faire l'Europe tout entière avec la Russie, l'Europe réconciliée de l'Ouest à l'Est,. Le rapprochement se concrétise dans les années 1964-1965 pour prendre toute son ampleur en juin 1966 quand de Gaulle se rend en Union soviétique pour un déplacement d'une durée et d'une solennité exceptionnelles, à l'occasion duquel il prône « la détente, l'entente et la coopération »,. Si les dimensions économique et culturelle y occupent une place importante, la rencontre entre de Gaulle et Brejnev revêt avant tout une dimension politique symbolique forte en ce qu'elle accrédite la possibilité d'instaurer un état de détente en Europe. Les échanges commerciaux entre la France et l'URSS connaissent un essor important après le voyage de de Gaulle, mais la France sera toujours loin derrière la RFA et le Royaume-Uni en la matière.
En avril 1969, de Gaulle se démet de ses fonctions. L'Allemagne de l'Ouest prend la tête de la politique de détente en Europe avec l'Ostpolitik menée par Willy Brandt qui devient Chancelier en octobre 1969.

### La détente se concrétise (1969-1975)

#### Chronologie générale
La détente Est-Ouest se construit entre 1969 et 1975 autour de plusieurs dimensions en parallèle. Entre les États-Unis et l'URSS elle se traduit par la reprise du dialogue, symbolisée par quatre sommets, un premier accord de limitation des armes nucléaires stratégiques (SALT I) et l'ouverture de négociations sur les forces conventionnelles en Europe (MBFR). La visite de Nixon en Chine communiste illustre de façon spectaculaire la reprise des relations, interrompues depuis 1949. Les accords de Paris marquent la fin de l'engagement américain au Viet Nâm. En Europe, l'Ostpolitik menée par Willy Brandt normalise les relations de la RFA avec l'URSS, la RDA et la Pologne. Elle ouvre la porte à l'ouverture de la Conférence sur la sécurité et la coopération en Europe.

#### La détente vue de Washington
Nixon et son conseiller Henry Kissinger accèdent au pouvoir début 1969 décidés à en finir avec la Guerre du Viêt Nam et animés d'une idée précise de l'ordre international qu'ils souhaitent faire prévaloir : leur vision est que l'équilibre de la puissance ("balance of power") entre les principales nations est la meilleure manière d'instaurer une paix durable. S'ils voient la nécessité pour les États-Unis de demeurer forts, leur vision s'éloigne de celle d'un monde bipolaire et identifie quatre pays ou pôles en plus des États-Unis avec lesquels cet équilibre doit s'organiser : l'Europe, l'Union soviétique, la Chine et le Japon. La mise en œuvre de cette vision de l'ordre international passe par une politique de détente que Nixon et Kissinger déploient de manière continue de 1969 à 1974. Il s'agit ainsi de détourner peu à peu l'Union soviétique et la Chine de la révolution mondiale en les amenant à devenir les partenaires d'un ordre politique mondial basé essentiellement sur le statu quo.
Confronté à une forte contestation de la guerre au Vietnam alimentée par le scepticisme de plus en plus grand de l'opinion publique américaine quant à la situation réelle sur le terrain ("credibility gap" en anglais) et par sa démobilisation au regard du danger communiste dans des pays lointains des États-Unis, Richard Nixon énonce en juillet 1969 une nouvelle approche de mise en œuvre de la politique américaine traditionnelle d'endiguement du communisme, basée sur une réduction de l'engagement militaire direct du Pentagone dans le monde. La Realpolitik de Kissinger donne un contour nouveau à la politique d'endiguement suivi par l'administration américaine depuis 1945. Préparée dans le plus grand secret, la visite de Nixon à Pékin en février 1972  en est l'illustration la plus spectaculaire.

#### La détente vue de Moscou
En 1968, Brejnev achève sa prise de contrôle du Parti, prend l’ascendant sur les autres dirigeants soviétiques et remplace Kossyguine dans la conduite de la politique extérieure. Fortement marqué par la Guerre, Brejnev croît à la double nécessité d'instaurer une paix durable avec l'Ouest et de se préparer militairement à toute éventualité. Au faîte de sa puissance au début des années 1970, il agit inlassablement sur ces deux terrains, développant les relations avec l’Ouest tout en accroissant comme jamais dans le passé l’arsenal soviétique, notamment en matière de missiles à tête nucléaire à longue portée (ICBM). Ce deuxième volet de sa politique sert d’argument aux États-Unis à ceux qui pensent que la détente n’est pour les Soviétiques qu’un écran de fumée.
Les évènements en Tchécoslovaquie fournissent à Brejnev l’occasion de démontrer qu’il possède la fermeté nécessaire pour prendre le risque d'ordonner l’invasion de ce pays en août 1968 pour mettre fin au Printemps de Prague, et lui donnent ainsi la crédibilité requise - tant parmi les siens que sur la scène internationale - pour s’engager sur la voie de la détente. Certains observateurs cependant ont nuancé ce jugement en relevant le temps qu'il a fallu à l'URSS avant de décider de l'intervention : plus de sept mois. Il y aurait eu une pression en ce sens auprès de Brejnev de la part de Walter Ulbricht. À peine connue l'intervention connue en août 1968 les diplomates soviétiques se déplacèrent dans les diverses instances internationales pour assurer que rien n'était changé et la coexistence pacifique toujours à l'ordre du jour.
En 1971, fort de ses succès diplomatiques remportés grâce au changement radical de politique de la RFA, Brejnev proclame à l’occasion du XXIVe Congrès du PCUS de mars 1971 son credo en faveur de la détente et sa volonté de faire de la CSCE la pierre angulaire de la paix en Europe. Pour autant, Brejnev doit composer, comme les Présidents américains successifs avec lesquels il négocie, avec une forte fraction conservatrice, hostile à la détente et au désarmement. La poursuite de la guerre au Vietnam continue de constituer le principal obstacle à l’amélioration des relations entre les deux Grands. Mais d’autres facteurs, comme les besoins soviétiques en produits agricoles et de haute technicité que seuls l’Ouest peut leur fournir, ou le coût énorme du programme d’armement plaident en faveur de la thèse de Brejnev qui finit par obtenir le soutien du Comité Central pour que se tienne le sommet de 1972 avec Nixon qui est unanimement salué comme un grand succès personnel pour les deux hommes d’état.  Mais Brejnev doit pour cela faire encaisser à ses camarades l'affront du minage du port d'Haïphong le 8 mai 1972 par l'administration Kissinger-Nixon, destiné à interrompre l'arrivée régulière d'armes soviétiques au Nord-Vietnam après son offensive au sud du 29 mars 1972 ; puis leur faire accepter de participer aux négociations pour la signature d'un traité de paix qui sera finalement signé à Paris le 27 janvier 1973.

#### L'entente entre Nixon et Brejnev
Les difficultés auxquelles les deux Grands doivent faire face créent le besoin et le désir des deux « adversaires-partenaires » (selon l'expression de Raymond Aron) d’aboutir à une gestion raisonnable de la Guerre froide. Dans un contexte de relatif affaiblissement économique, l'intérêt est grand pour les États-Unis de se dégager de la guerre du Viêt Nam et de la course aux armements  qui absorbent une part excessive des budgets. L’URSS est contestée par la République populaire de Chine, et s'inquiète du rapprochement sino-américain ; en même temps, en raison d’une économie qui stagne, l’URSS a besoin de se procurer à l'Ouest les produits agricoles et industriels qui lui font défaut.

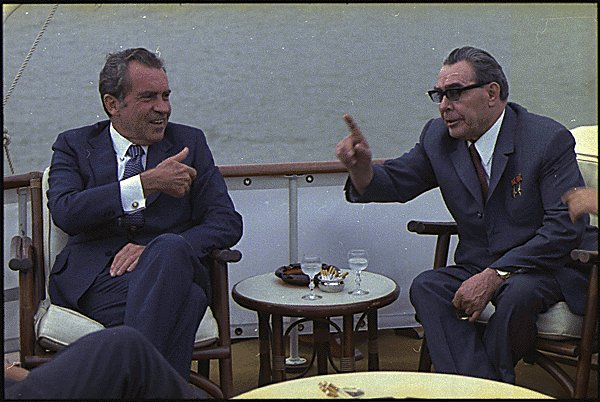
Richard M. Nixon et Leonid Brejnev en juin 1973 à bord du yacht présidentiel.

Trois rencontres au sommet ont lieu entre Nixon et Brejnev en mai 1972, juin 1973 et juin-juillet 1974. Entre-temps en janvier 1974, lors d'un voyage officiel à Cuba, à son arrivée Léonide Brejnev envoie à son homologue américain un message d'amitié. Cinq ans après la rencontre entre Johnson et Kossyguine, en mai 1972 le premier est l'occasion de signer les accords SALT I de limitation des armements stratégiques, ainsi qu'un texte relatif aux principes de base des relations entre les deux pays. Le second sommet en juin 1973 se traduit par la signature d'un accord sur la prévention de la guerre nucléaire,. Cependant, les Soviétiques ne sont pas satisfaits, car les négociations en cours qui auraient pu aboutir à accorder à l'Union soviétique, dans ses transactions commerciales avec les États-Unis, le bénéfice de la clause de la nation la plus favorisée sont bloquées par le Congrès. En plein scandale du Watergate le troisième sommet se tient à Moscou en juin-juillet 1974. Il entérine un accord de réduction des plafonds autorisés de systèmes anti-missiles et confirme la volonté d'aboutir à un nouvel accord de réduction des armements stratégiques, en termes quantitatifs comme qualitatifs, allant plus loin que les plafonds fixés par SALT I. Nixon démissionne le 8 août 1974, son vice-président Gérald Ford lui succède, et Kissinger demeure Secrétaire d'État. Afin de conserver la dynamique de la détente, un sommet est très rapidement organisé entre Brejnev et Ford, à Vladivostok en novembre 1974. Les bases d'un accord SALT II sont posées. Cependant les négociations vont piétiner et les relations entre les deux Grands commencer à se dégrader ; particulièrement avec l'élection d'un président démocrate, Jimmy Carter en novembre 1976 et l'éclipse consécutive d'Henry Kissinger. Pour la nouvelle administration le respect des droits de l'homme en URSS prend le pas sur les négociations stratégiques. Il faut attendre 1979 pour que le traité SALT II soit signé. Mais Carter ne peut obtenir sa ratification par le Congrès.

#### La détente en Europe
L'Allemagne retrouve sa place dans le concert mondial des nations
En 1969, Willy Brandt devient chancelier de la RFA et engage une politique de rapprochement et d’ouverture à l’Est, l'« Ostpolitik », rompant ainsi avec la doctrine Hallstein de non-reconnaissance de la RDA. Les deux États se reconnaissent mutuellement en 1972 et entrent à l’ONU en 1973. Cette politique de détente est rendue possible de par sa cohérence avec les orientations validées par l'ensemble des pays de l'OTAN fin 1967 à l'occasion des travaux d'élaboration du "rapport Harmel", qui stipule que l'Alliance a deux fonctions, garantir la sécurité de ses membres par des moyens militaires d'une part et mettre en œuvre une politique de détente d'autre part,. La RFA est entièrement dépendante de l'OTAN pour sa sécurité et ne peut donc engager de politique étrangère qui soit contradictoire avec celle de ses alliés.
L'Ostpolitik de Brandt et la détente vue par de Gaulle s'inscrivent dans des lignes de pensées assez voisines : une paix durable en Europe peut naître à long terme d'une transformation progressive voire d'une désintégration du système communiste soviétique, conduisant à la réunification de l'Allemagne et à la fin des deux blocs : si la détente n'est pas la paix, elle peut y conduire. La divergence principale entre les deux politiques de détente européennes réside dans le fait que de Gaulle met l'accent très explicitement sur la nécessité de faire éclater les blocs de l'Est et de l'Ouest —  qu'il traduit concrètement en faisant sortir la France de l'organisation militaire intégrée de l'OTAN — alors que la RFA qui n'est pas un état entièrement souverain et dont la sécurité dépend des États-Unis ne peut se permettre une position aussi tranchée. Les Américains ont une vision assez différente de la détente : il s'agit pour eux, et sans doute aussi pour les soviétiques, avant tout de stabiliser le statu quo entre les deux grandes puissances et leurs sphères d'influence respectives, d'éviter les crises et de faciliter la résolution de leurs problèmes respectifs au Vietnam et avec la Chine.
Pompidou, partenaire de Brandt durant toute sa présidence de 1969 à 1974, adhère globalement à l'idée que le rapprochement entre pays de l'Ouest et de l'Est en Europe mènera dans le long terme à une convergence des systèmes politiques et sociaux, et donc à la fin de la guerre froide par l'élimination de ses dimensions idéologiques et de sécurité. Cette idée partagée avec Brandt constitue la principale raison de son soutien à l'Ostpolitik, malgré les craintes et les frustrations que génère en France le cavalier seul des Allemands.
Américains et Soviétiques impulsent aussi directement entre eux le périmètre et les modalités de la détente en Europe : lors du sommet de mai 1972, Nixon et Brejnev se mettent d'accord pour que les aspects politique et militaire soient l'objet de deux négociations séparées.
- Le volet politique est du ressort de la Conférence sur la sécurité et la coopération en Europe (CSCE). Les travaux préparatoires à la tenue de la conférence débutent à Helsinki le 22 novembre 1972 afin d'en déterminer les modalités détaillées. La Conférence proprement dite s'ouvre le 3 juillet 1973 avec la participation de tous les pays d'Europe sauf l'Albanie, des États-Unis, de l'URSS et du Canada. Deux ans plus tard, le 1er août 1975, les accords signés doivent permettre la coopération entre les États, la libre circulation des personnes et le respect des droits de l’homme. Ils sont souvent considérés comme le point culminant de la détente.
- Le volet militaire est traité dans le cadre des négociations de Réduction Mutuelle et Équilibrée des Forces militaires en Europe (acronyme anglais MBFR). Elles s'ouvrent à Vienne le 30 octobre 1973 dans un certain scepticisme eu égard à leur complexité et à l'étendue des divergences entre l'OTAN et le Pacte de Varsovie[49]. Elles n'aboutiront pas et seront arrêtées en 1989 après plus de 15 ans de négociations infructueuses.

### La détente fait place à de nouvelles tensions (1976-1979)
L'apogée de la détente est suivi très rapidement par l'affaiblissement de ses partisans aux États-Unis et l'apparition de nouvelles causes de tension entre l'Est et l'Ouest.

#### L'opposition croissante à la détente aux États-Unis
La détente soulève de plus en plus d'objections aux États-Unis, au point de mettre l'exécutif en difficulté à partir de 1973 sur cette question, car elle fait prévaloir de manière de plus en plus avérée le choix du réalisme aux dépens de l'idéalisme. L'opposition à la détente se développe sur deux fronts : les libéraux démocrates considèrent qu'elle fait peu de cas des libertés individuelles et du sort de minorités opprimées en Union soviétique, les néoconservateurs considèrent qu'elle traduit le renoncement de l'Amérique à gagner la Guerre froide en acceptant de pérenniser une parité stratégique entre les deux grandes puissances. En particulier, les restrictions auxquelles les autorités soviétiques soumettent les juifs désireux d'émigrer en Israël provoquent de fortes réactions aux États-Unis. L'affaiblissement de Nixon à la suite du scandale du Watergate ne lui permet pas de faire accepter par le Congrès que l'URSS bénéficie de la clause de la nation la plus favorisée comme prévu dans le Traité commercial d'octobre 1972, et plus largement le met en difficulté pour aller plus avant dans la concrétisation de la détente avec les Soviétiques. Fin 1974, le Kremlin préfère après réflexion rompre un traité commercial qui lui imposait l'émigration de Juifs soviétiques en Israël.  
La démission de Nixon le 8 août 1974 ne met pas fin à cette opposition. Pendant 18 mois son successeur, Gerald Ford, continue la même politique vis-à-vis du monde communiste. Une rencontre en novembre 1974 avec Brejnev à Vladivistok permet de discuter de la signature d'un second traité SALT. À cette occasion, en matière de droits de l'homme un pêcheur soviétique, Simas Kudirka, condamné quelques années plus tôt à 10 ans de prison, pour avoir tenté en novembre 1970 de fuir sur un cargo américain, est remis avec toute sa famille par l'URSS à la délégation des États-Unis. C'est sous la présidence de Ford, qu'à l'été 1975 sont signés les accords d'Helsinki relatifs à la libre circulation des idées, des personnes et le droit à l'autodétermination des peuples en Europe ; ce qui donne lieu à une deuxième rencontre avec Brejnev à Helsinki après une tournée fin juillet-début août 1975 en Pologne, en Roumanie et en Yougoslavie. Comme Nixon, quatre ans plus tôt, en décembre 1975 Ford se rend en Chine. L'administration Ford fait même un geste le 21 août 1975 à l'égard de Cuba : la levée de l'interdiction aux pays de l'OEA de commercer avec Cuba, imposée en février 1962 par l'administration Kennedy. En matière culturelle, un film, L'Oiseau bleu, adaptant un conte russe, est coproduit par les cinémas américain et soviétique. Mais mis en difficulté par Reagan au sein de son propre camp, déçu par les interventions soviéto-cubaines en Angola, Ford en vient à interdire à ses collaborateurs d'utiliser le mot de détente pendant la campagne électorale de 1976 qu'il perd contre Jimmy Carter pour partie sur ce terrain,.

#### La recrudescence des tensions entre les États-Unis et l'Union soviétique
Après 1975, la coexistence pacifique demeure la ligne officielle de la politique extérieure de l'URSS, qui continue en même temps de proclamer la victoire inéluctable du socialisme sur le capitalisme, dont la crise économique provoquée par le choc pétrolier de 1973 illustre selon les Soviétiques qu'il est proche de sa crise finale. Dans les mois qui suivent l'Acte final d’Helsinki, Moscou fait, en matière de droits de l'homme, quelques gestes. L'URSS libère plusieurs prisonniers politiques et laisse partir quelques dissidents. Dans le domaine de l’émigration, il fait diminuer le coût du visa de sortie, réduire les conditions exigées au départ et raccourcir la période d’attente pour les cas de deuxième demande. Il en résulte une légère augmentation du nombre de visas de sortie durant le premier semestre 1976. Pour autant les refuzniks sont toujours persécutés. Hors de l'Acte d'Helsinki, le 18 décembre 1976, on voit même Léonid Brejnev et le général Pinochet échanger deux prisonniers politiques : le communiste chilien Luis Corvalán et le dissident soviétique Vladimir Boukovski. Puis des membres influents du Comité Central du PCUS comme Andropov, qui dirige le KGB, et Souslov, partisans d'une ligne idéologique traditionnelle, durcissent la politique intérieure et favorisent l'expansionnisme international du communisme. Vieillissant, Brejnev n'impulse plus autant la détente et n'a plus avec ses interlocuteurs occidentaux de relations aussi privilégiées que cela a été le cas de 1969 à 1974. En termes concrets, les Soviétiques poursuivent un effort considérable de leurs forces militaires conventionnelles et nucléaires, avec le déploiement de nouveaux missiles aux capacités fortement augmentées Cependant en 1980, en réponse aux critiques sur les violations constantes des droits de l'homme en URSS, le ministre français des Affaires étrangères, Jean François-Poncet, entendait donner un bilan "nuancé" des accords d'Helsinki, pour le cinquième anniversaire des accords. Il en soulignait certains avancées dans le domaine des libertés en URSS.   
Du côté américain, Carter conduit une politique extérieure ambivalente, qui d'une part prolonge la recherche de la détente sous l'impulsion de son Secrétaire d'État Cyrus Vance appuyé par le représentant noir aux Nations-Unies, Andrew Young, et d'autre part traduit le raidissement anti-soviétique prôné par Brzeziński, son conseiller à la sécurité nationale. La normalisation des relations avec la Chine est menée à son terme avec l'établissement de relations diplomatiques le 1er janvier 1979. Les négociations relatives aux armements stratégiques sont finalement conclues au bout de plusieurs années par la signature de l'accord SALT 2 en juin 1979. Mais cet accord ne sera jamais ratifié par le Congrès, les deux parties en respectant toutefois de facto les dispositions.
La fin de la détente est consommée fin 1979 par deux événements : l'invasion de l'Afghanistan par l'armée soviétique le 27 décembre 1979, et la double décision de l'OTAN du 14 décembre 1979 qui déclenche la crise des euromissiles. Toutefois elle doit aussi  à la mauvaise volonté américaine. Le Sénat américain ne voulait pas ratifier, estimant que la détente profitait exclusivement à l'URSS. Le sénateur Frank Church et l'administration Carter invoquèrent le 31 août 1979 la présence d'une brigade militaire soviétique de plusieurs milliers d'hommes à Cuba. Elle s'y trouvait en réalité depuis la crise d'octobre 1962 : une clause de sécurité destinée à obliger les États-Unis à respecter leur engagement de ne pas envahir l'Ile.  Le 3 juillet 1979 en Afghanistan était lancée secrètement par la CIA l'Opération Cyclone sur demande de Brzezinsky qui visait par l'ouverture de camps d'entraînement islamiques au Pakistan à destabiliser le régime communiste, arrivé au pouvoir fin avril 1978. Le 12 décembre 1979 deux semaines avant l'intervention soviétique, le président Carter annonce une augmentation de 5 % du budget militaire sur cinq ans . On peut aussi y ajouter que la doctrine Carter de janvier 1980 a trouvé ses prémisses, le 31 octobre 1979, sans relation ni avec l'intervention soviétique en  Afghanistan de décembre 1979 ni même avec la prise d'otages en Iran du 4 novembre : la création d'une Force de déploiement rapide, visant à faciliter une intervention américaine directe et autonome au Moyen-Orient.
La détente laisse la place à une nouvelle période de tension plus forte entre les États-Unis de Reagan élu pour redonner sa fierté et sa prédominance au pays et l'Union soviétique de Brejnev en fin de règne, qui paie un expansionnisme que son économie ne peut plus soutenir. Une "nouvelle guerre froide" ou "guerre fraîche" s'installe.

#### La protection des sphères d'influence et l'expansionnisme soviétique

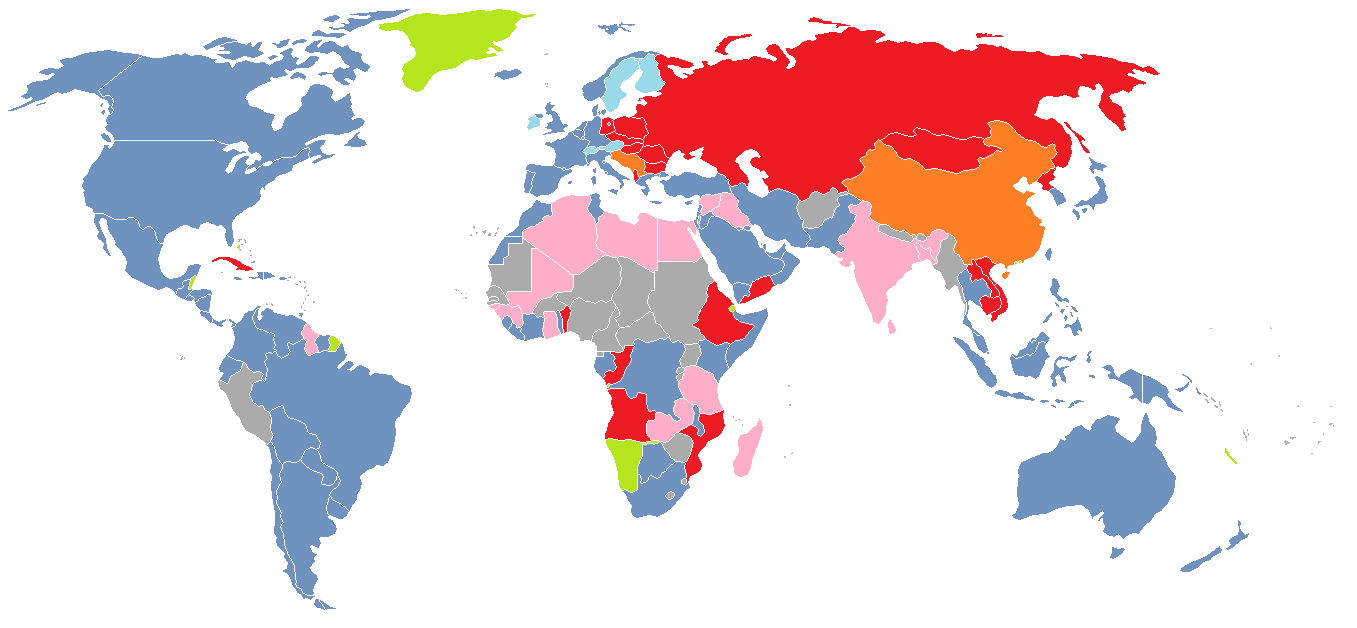
Alliances et sphères d'influence américaines et soviétiques dans les années 1975-1980 (légende)

La détente n'empêche pas chacun des deux camps de protéger sa sphère d'influence, et ce avec un degré de fermeté proportionnel au niveau d'enjeu géostratégique, pouvant conduire à des interventions armées. Les États-Unis soutiennent l'opposition au gouvernement socialiste de Salvador Allende qui est renversé par un coup d'état en septembre 1973. Ils interviennent aussi dans la guerre civile du Salvador. L'Union soviétique, si l'on excepte le cas particulier de la Roumanie, exerce un contrôle strict sur la Pologne et la Hongrie, où certaines dérives par rapport au strict modèle soviétique émergent.
Les Soviétiques vont plus loin en appuyant les mouvements communistes en Europe du Sud dans leur tentative d'accéder au pouvoir par des voies légales, dans le cadre de l'eurocommunisme, ou même comme au Portugal lors de la révolution des Œillets par voie de coup d'état. Cet activisme en Europe fait douter les dirigeants occidentaux de la sincérité du désir de détente des Soviétiques.
L'expansionnisme soviétique est encore plus flagrant dans le Tiers monde. Dans l'océan indien, l'alliance entre l'Union soviétique et l'Inde, symbolisée par le traité signé en août 1971 et la visite de Brejnev en 1973, accroît les tensions entre les puissances régionales et les enjeux de maîtrise de la navigation dans l'océan indien, capital pour l'approvisionnement pétrolier et le commerce des Occidentaux. C'est surtout en Afrique que la progression soviétique est importante. Des régimes marxistes pro-soviétiques prennent le pouvoir à l'occasion de guerres civiles en Angola, au Mozambique, en Guinée-Bissau, et en Éthiopie. Dans plusieurs autres pays, des rébellions communistes sont très actives. Les États-Unis, après le traumatisme du Vietnam et leurs difficultés politiques et économiques intérieures sont largement paralysées. Encore de nos jours le débat n'est pas tranché par les historiens de savoir s'il s'agissait de la part de l'URSS davantage d'une politique opportuniste et suffisamment limitée de manière à préserver les relations avec les États-Unis et l'Europe de l'Ouest, ou s'il s'agissait d'un plan stratégique à long terme mené méthodiquement et facilité par la détente qui endormait les Occidentaux. D'autres - parmi lesquels Kissinger- considèrent que ce fut Fidel Castro qui entraîna en 1975-1976 Brejnev dans les conflits africains. La Havane utilisa en Angola, sans consulter Moscou, des armes soviétiques réservées à la stricte défense nationale de Cuba. Mais l'URSS pouvait difficillement désavouer publiquement son allié latino-américain sans prendre le risque de l'exposer à une attaque des États-Unis ; elle préféra le soutenir inconditionnellement. En 1962 l'URSS paraissait humiliée par sa reculade à Cuba : le retrait unilatéral de ses missiles conditionné par l'unique promesse publique de ne pas envahir l'ile. Mais au vu de l'importance prise par Cuba avec le temps dans la vie internationale (aide militaire comme civile), de la révolution à la Grenade en mars 1979 de la victoire des Sandinistes en juillet au Nicaragua, des observateurs ont relativisé cette humiliation. Au moment où la présence de la brigade soviétique à Cuba est dénoncée à Washington, Fidel Castro accède à la présidence du Mouvement des non-alignés dont le sommet se tint à La Havane. En 1980 dans le document de Santa-Fé les membres de la future administration Reagan ont jugé la promesse "inacceptable" puis ont projeté en 1981 une invasion terrestre, des frappes aériennes ou un blocus militaire de l'ile, qu'ils n'ont jamais pu mettre à exécution du fait de l'accord Kennedy-Khrouchtchev. Mais les GI américains envahiront la Grenade en octobre 1983 et y combattront les militaires cubains : première intervention américaine militaire directe dans les Caraïbes depuis Saint-Domingue en 1965. La victoire de régimes marxistes pro-soviétiques en Angola, au Mozambique et en Guinée-Bissau doit aussi à l'aide que dans les années 1960 les guerillas revevaient des pays de l'Est et Cuba contre un pays membre de l'OTAN, le Portugal dirigé jusqu'à la Révolution des Œillets d'avril 1974 par les dictatures de Salazar et de Caetano. En 1975 Cuba organisait l'opération Carlotta(du nom d'une esclave cubaine qui tenta au XIXe siècle de se soulever) en Angola, à la suite d'une autre intervention de l'Afrique du Sud auprès de l'UNITA . L'Afghanistan, lui, avait été le premier pays du monde à reconnaître en 1919 le régime soviétique, par sympathie pour ses réformes économiques et sociales . Joua beaucoup plus que la main du Kremlin dans le coup d'état d'avril 1978, la menace que le Shah , nouvel allié de Daoud (celui-ci tout à sa dévotion) et sa SAVAK faisaient peser sur les communistes afghans . Par ailleurs, en Europe occidentale, les personnalités les plus favorables à l'eurocommunisme, Enrico Berlinguer et Santiago Carrillo, étaient les plus critiques à l'égard de l'URSS. Elles divergeaient sensiblement de Georges Marchais ou radicalement d'Álvaro Cunhal. Cette division fit avorter le mouvement.

## Les thèmes et débats de la détente
La détente s'articule autour de plusieurs thématiques de négociation internationale et de débats internes entre partisans et adversaires de la détente :
- L'affaiblissement de la bipolarité.
- La limitation des armements nucléaires.
- Le statu quo en Europe.
- la légitimité morale de la normalisation des relations avec l'Est.
- Le développement des relations entre l'Est et l'Ouest.

### L'affaiblissement de la bipolarité
Depuis la fin de la Seconde guerre mondiale, les relations internationales sont dominées par deux puissances, les États-Unis et l'Union soviétique, capables d'imposer leur hégémonie sur le monde mais dont aucune ne peut et donc ne veut sérieusement dominer l'autre. Ce contexte laisse peu de place aux autres nations, comme les Britanniques et les Français l'ont vécu à leurs dépens à Suez en 1956 quand ils furent obligés de renoncer sous la pression directe des deux Grands. Cette situation change progressivement à partir de 1963 avec le retour sur la scène internationale de la France puis l'avènement de "nouveaux" acteurs, au premier rang desquels les deux Allemagnes et la Chine qui deviennent membres de l'ONU. Avec la reconnaissance de cette dernière par tous les grands pays du monde, c'est une diplomatie triangulaire qui se met en place entre les États-Unis, l'URSS et la Chine.
Le tiers-monde enfin compte de plus en plus sur la scène internationale. Si l'ère coloniale a pris fin, ces nouveaux pays sont des enjeux dans l'expansion des sphères d'influence politiques et économiques des grandes nations. Ces pays tentent de s'organiser avec une nouvelle Conférence des pays non-alignés en 1973 à Alger, et la constitution du Groupe des 77 à l'ONU afin de peser sur la scène internationale. Mais beaucoup choisissent de se rapprocher de l'un ou l'autre des deux camps ou conservent des relations privilégiées avec leur ancienne puissance coloniale.

#### La République populaire de Chine, le troisième Grand
Amorcée dès 1956 lorsque Khrouchtchev dénonce les excès de Staline et met l'accent sur la coexistence pacifique, la rupture sino-soviétique est consommée au début des années 1960 après que les Soviétiques aient interrompu l'aide qu'ils apportaient au programme nucléaire chinois. Le risque d'une guerre entre ces deux géants est pris très au sérieux lorsqu'éclatent en mars 1969 des incidents frontaliers entre les deux grands états communistes. Constatant que Pékin ne peut affronter à la fois Moscou et Washington, Mao choisit de se rapprocher des États-Unis. La proximité géographique de l’URSS avec laquelle il partage la plus longue frontière du monde, constitue en effet selon lui une menace bien plus grande que les États-Unis.
Y voyant une occasion de faire pression sur l’Union soviétique, les États-Unis se rapprochent de la République populaire de Chine devenue une puissance nucléaire depuis 1964. L’équipe de ping-pong des États-Unis fait un voyage en Chine le 10 avril 1971 : c’est la « ping pong diplomacy ». Le 25 octobre 1971, l’ONU reconnaît la Chine populaire qui siège désormais au Conseil de sécurité à la place de Taïwan, qui quitte l’ONU en signe de protestation. Enfin, le président Nixon, invité par Mao Zedong, se rend en Chine en février 1972.
Les relations entre les États-Unis et la Chine connaissent un nouveau développement à la fin des années 1970 lorsque la Chine, sous l'impulsion de Deng Xiaoping, rompt avec le maoïsme pur et crée les conditions du développement économique de son pays. Il rencontre Jimmy Carter en janvier 1979 à Washington. L'allocution de clôture du sommet par Deng Xiaoping fournit une bonne définition de l'esprit de la détente : Deng dit « ... de nombreux contacts et la coopération entre les nations, des échanges accrus et la compréhension mutuelle entre les personnes rendront le monde dans lequel nous vivons plus sûr, plus stable et davantage en paix ». La coopération entre les deux états s'élargit considérablement, dans les domaines scientifiques, culturels, agricoles, éducatif et jusque dans le domaine du renseignement. Mais ce sommet illustre aussi les limites de la détente : malgré les demandes de Carter auprès de Deng, les Chinois attaquent le Vietnam le 17 février avec d'importantes forces ; cependant la guerre est de courte durée, les Chinois se retirant au bout de trois semaines. Mais dans son conflit avec l'URSS, la Chine devient l'allié géopolitique inconditionnel des États-Unis : elle reconnaît en 1973 le général Pinochet au Chili après son coup d'état, appuie en 1975 l'UNITA en Angola, soutient en 1978 le Chah en Iran quand son trône est menacé par une opposition croissante. De 1979 à 1989 elle s'associe également à l'opération Cyclone en Afghanistan, et en 1980 à la campagne pour le boycottage des Jeux Olympiques de Moscou. Toutefois en mai 1982 elle corrige cet alignement pro-américain. Elle esquisse une politique de rapprochement avec l'URSS qui l'amène à envoyer en novembre une délégation aux obsèques de Brejnev, reconnaît en 1983 la république populaire d'Angola, multiple les accords économiques avec l'URSS. Ce rapprochement s'accélère en 1985 avec la nouvelle politique de Gorbatchev et culmine en mai 1989 avec la visite du père de la pérestroika à Pékin.

#### L'Europe conteste sa soumission aux deux Grands
Dans chacun des deux blocs, pro-soviétique et pro-américain, les deux superpuissances sont contestées. À l’Ouest, De Gaulle prend ses distances avec les États-Unis et l’OTAN, en se retirant du commandement intégré de l'Alliance atlantique en 1966. La France continue néanmoins à être membre de l'OTAN mais le siège de l'organisation quitte le pays. L'objectif premier de la France via sa politique de détente est précisément de contester l'hégémonie des deux Grands et de redonner aux pays d'Europe - au rang desquels la Russie - prise sur leur destin et la possibilité de construire une Europe en paix. L'Allemagne grâce à l'Ostpolitik qu'elle met en œuvre en outrepassant s'il le faut les réserves de ses alliés n'est plus un "géant économique mais un nain politique".
Le modèle soviétique est contesté en Europe de l'Est. En août 1968, la Tchécoslovaquie est envahie par les troupes du pacte de Varsovie : le Printemps de Prague touche à sa fin, la doctrine Brejnev de 1968 énonçant une « souveraineté limitée » pour les pays du bloc de l'Est, justifiant ainsi l'intervention de Moscou. Dans les années 1970 cependant, les pays d'Europe de l'Est bien qu'avec la prudence qu'impose la doctrine Brejnev se démarquent sur certains plans du "Grand frère soviétique".

### La limitation des armements nucléaires
Au lendemain de la crise des missiles cubains, les États-Unis et l’URSS décident de se rapprocher pour maîtriser, dans un esprit de transparence, un équilibre désormais fondé sur une « destruction mutuelle assurée » (MAD pour Mutual assured destruction en anglais).
En mai 1972, les accords SALT I (Strategic Armements Limitation Talks), signés par Nixon et Brejnev, limitent les armements défensifs anti-missiles (ABM) à deux sites pour chacun des deux pays et gèlent pour une durée de cinq ans le nombre de vecteurs nucléaires stratégiques, incluant les missiles intercontinentaux (ICBM) et les missiles à bord de sous-marins (SLBM).
Entre les Super-Grands, se poursuit une course qualitative aux armements, autorisée par les accords SALT I qui portent essentiellement sur des aspects quantitatifs et laissent de côté la possibilité d'équiper un lanceur de plusieurs ogives guidées indépendamment. Carter constate en 1977 à l'occasion d'un discours à l'ONU en parlant des États-Unis et de l'URSS que « Nos deux nations possèdent cinq fois plus de têtes de missiles nucléaires qu'il y a huit ans. Mais nous ne sommes pas cinq fois plus en sécurité. Au contraire, la course aux armements n'a fait qu'accroître le risque de conflit. ».
Les négociations SALT II doivent précisément traiter les dimensions absentes de SALT I, mais l'accord de principe intervenu entre Ford et Brejnev en novembre 1974 ne débouche pas sur un traité. La dynamique qui existait les années précédentes est cassée, les discussions s'enlisent pour n'aboutir finalement qu'en juin 1979, quand Jimmy Carter et Léonid Brejnev signent les accords SALT II. Ces accords prévoient un gel des lanceurs à ogives multiples (MIRV) et un contrôle réciproque des armes nucléaires. Ils ne furent pas ratifiés par le Sénat américain en raison de l'idée de plus en plus partagée en 1979 aux États-Unis que la détente profite exclusivement à l'URSS, puis de son invasion de l’Afghanistan. Les deux parties déclarent toutefois qu’elles en respecteraient les clauses.

### Lestatu quoen Europe
La détente consacre les frontières des pays d'Europe centrale issues de la Seconde guerre mondiale et les zones d'influence respectives. Les craintes d'une guerre sur leur territoire disparaissent aux yeux de la population européenne, dont les préoccupations sont davantage tournées vers l'économie, les libertés et l'écologie, thème nouveau. À l'Ouest la construction de l'Europe se poursuit avec l'élargissement à la Grande-Bretagne.

### La légitimité morale de la normalisation des relations avec l'Est
Tous les Présidents des États-Unis en fonction pendant la guerre froide ont affirmé le caractère universel des principes fondateurs de la démocratie américaine,. En pratique les États-Unis mènent une politique d'endiguement du communisme, telle que théorisée par Kennan dès 1947, qui crée une réelle ambivalence entre la volonté de faire triompher l'idéal américain et le réalisme politique.
Lorsqu'en août 1972 les autorités soviétiques décident de limiter l'émigration des juifs vers Israël en créant une taxe au motif de faire rembourser par les émigrants le coût de leur éducation, la réaction est très violente aux États-Unis. Le Sénateur Jackson et le Représentant Vanik saisissent l'occasion du processus de ratification du Traité commercial signé en octobre 1972 entre les deux pays pour introduire un amendement liant l'octroi à un pays du bloc socialiste de la clause de « Nation la plus favorisée » à l'absence de restriction à l'émigration. Bien que les Soviétiques décident quelques mois plus tard de n'appliquer que très exceptionnellement cette taxe, et qu'en pratique le nombre d'émigrants juifs soit plus important qu'à tout autre moment depuis le début de la guerre froide, les opposants au Congrès ne désarment pas et réussissent à faire adopter cet amendement après deux ans de luttes politiques le 20 décembre 1974, qui vide de leur substance les accords commerciaux passés que les Soviétiques dénoncent par mesure de rétorsion,. Mais en 1975 dans les mois qui suivent l'acte d’Helsinki, le gouvernement soviétique libère plusieurs prisonniers politiques et laisse partir quelques dissidents. Dans le domaine de l’émigration, il diminue le coût du visa de sortie, réduit les conditions exigées au départ. Il raccourcit également la période d’attente pour les cas de deuxième demande. Il en résulte une légère augmentation du nombre de visas de sortie durant le premier semestre 1976 . Pour autant les refuzniks sont toujours persécutés. Hors de l'acte d'Helsinki, tout à la fin de la présidence Ford le 18 décembre 1976, Léonide Brejnev et le général Pinochet échangent deux prisonniers politiques : le communiste chilien Luis Corvalán et le dissident soviétique Vladimir Boukovski. Corvalan va s'installer en URSS, Boukovski en Europe occidentale mais sans oser répondre favorablement à l'invitation du général chilien.
Après le scandale du Watergate et la présidence relativement pragmatique de Gérald Ford, Carter met encore bien davantage l'accent sur les droits de l'homme dont il fait un pilier de sa présidence, dès son arrivée à la Maison Blanche . Il critique l'Union soviétique et les pays d'Europe de l'Est pour leurs violations des droits de l'homme. Il dénonce le comportement de pays alliés comme la Corée du Sud. Enfin, il remet en cause les aides des États-Unis aux dictatures d'Amérique latine qui par trop violent les libertés individuelles. 
Cependant Carter continue de soutenir l'Indonésie et son occupation de Timor, reste discret sur les violations des droits de l'homme en Chine. En juillet 1979 il lui accorde sans condition quelques mois après l'établissement des relations diplomatiques la clause de la nation la plus favorisée qu'il refuse toujours à l'URSS, après la rencontre à Vienne de juin 1979, pour cause du refus soviétique de l'amendement Jackson. Brzezinsky en juge l'alliance nécessaire pour combattre les alliés de l'URSS dans le monde. En décembre 1977 il se rend en Iran congratuler le Chah dont il avait reconnu en 1976 pendant sa campagne électorale le caractère très préoccupant de sa politique en matère de droits de l'homme, au côté de la dictature brésilienne. Des organisations internationales soulignaient les records en Iran depuis une vingtaine d'années dans les violations des droits de l'homme et l'utilisation systématique de la torture. Les États-Unis vont douloureusement payer leur soutien à l'autocrate dont ils ont contribué à la mise en place par l'Opération Ajax en août 1953 : victoire de la révolution iranienne en février 1979 et prise d'otages à Téheran en novembre 1979-janvier 1980. À la fin de 1978 en Iran on grondait de colère à l'écoute radiophonique des déclarations du Président des États-Unis sur l'irrespect des droits de l'homme en URSS : "Carter s'offusque lorsqu'on arrête deux dissidents à Moscou et se tait quand on tue des milliers d'Iraniens" .

### Le développement des relations entre l'Est et l'Ouest

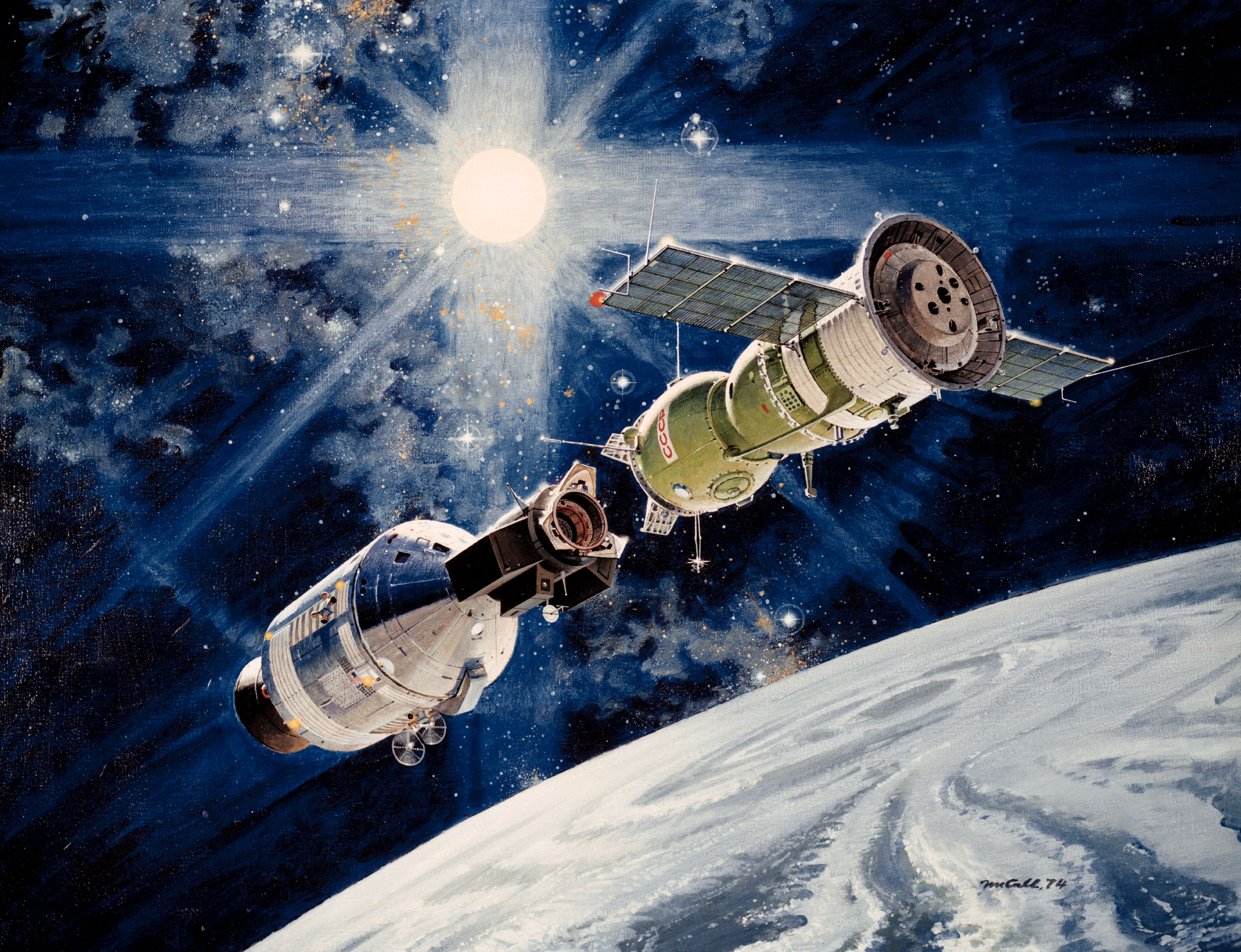
Vue d'artiste du rendez-vous spatial entre Apollo et Soyouz en 1975, qui illustre que la détente s'appuie pour beaucoup sur des symboles.

À l'Ouest comme à l'Est, le développement des relations économiques n'est pas seulement une conséquence de la détente, mais un de ses objectifs intrinsèques. Les Soviétiques veulent notamment bénéficier de la technologie occidentale qui leur fait défaut afin d'atteindre leurs objectifs de croissance. L'Allemagne de l'Ouest accepte d'entrer dans cette logique, les produits de haute technicité constituant environ 30 % en valeur de ses exportations vers les pays du CAEM.
La première moitié de la décennie 1970 voit une croissance très importante du commerce entre l'Est et l'Ouest : de 1970 à 1976, la part des pays du CAEM passe de 0,8 % à 3,1 % des exportations des États-Unis, et de 3,8 % à 7,2 % des exportations de la RFA. Symétriquement, de 1969 à 1974 la part des importations soviétiques en provenance de ses partenaires d'Europe de l'Est régresse de 61 % à 39,5 % de leur total. Relativement stables les années suivantes, les échanges Est-Ouest vont chuter à partir de 1979, traduisant le regain des tensions entre les deux blocs, mais aussi les difficultés économiques et le déficit commercial à l'Est. En 1980, les exportations américaines et ouest-allemandes vers le CAEM ne représentent plus que respectivement 1,5 % et 4,1 % de leur total.
Les exportations américaines sont pour l'essentiel des produits agricoles dont les céréales ont compté certaines années pour 70 % des exportations vers l'Union soviétique. Les volumes de ces exportations fluctuent fortement non seulement en fonction des récoltes en URSS mais aussi en raison de la politique américaine : en 1980, l'embargo partiel décrété en représailles à l'invasion de l'Afghanistan les fait chuter. Les exportations allemandes sont essentiellement constituées de produits finis industriels, point fort traditionnel de l'économie allemande.
La France aussi développe son commerce extérieur avec les pays de l'Est : leur part dans les exportations françaises est de 4,1 % en moyenne entre 1970 et 1973, de 4,1 % toujours en 1974, puis croît à 5,8 % et 5,6 % respectivement en 1975 et 1976. En 1982 cependant, la part des pays de l'Est est descendue à seulement 3,1 % des exportations ; les importations représentent 4,1 %, chiffre plus élevé qui traduit les achats de matière première, notamment de gaz et de pétrole à l'Union soviétique. Le déficit du commerce extérieur de la France avec les pays de l'Est est important avec un taux de couverture de seulement 68 %.
Une autre spécificité du commerce de la RFA avec l'Est est la part importante de son commerce avec la RDA qui atteint 2 % des exportations totales de la RFA, ce qui est assez considérable rapporté à la population et au poids économique de la RDA. Pour les Allemands de l'Est, ce commerce inter-allemand est d'une importance considérable : il représente 10 % de leurs importations, soit plus de 60 % de leurs achats à l'Ouest. Dans les années 1970, ces données statistiques ne sont pas publiques pour des raisons politiques : la RFA ne reconnaît pas la RDA comme un pays étranger et considère donc que le commerce avec la RDA n'est pas du commerce international mais du commerce intra-allemand. De leur côté, les dirigeants est-allemands ne peuvent reconnaître publiquement un tel niveau de dépendance de la RFA, alors qu'ils mettent constamment en avant leur allégeance au modèle soviétique.

## Impacts à court et long termes de la détente
Avant d'être un état stable et avéré par des faits tangibles des relations internationales, la détente est un processus dans lequel les perceptions de chaque État quant aux intentions des autres conditionne la poursuite du processus engagé. La détente est donc par nature un processus fragile dont l'atteinte de résultats tangibles requiert du temps.
La longue période de détente des années 1960-1970s a un bilan positif à plusieurs titres. Si l'on considère que son objectif premier est de réduire les risques de guerre entre les deux blocs, elle y réussit en installant un climat de dialogue international jamais vu depuis 1947. La détente entre les deux Grands consacre la parité stratégique de l'URSS avec les États-Unis et diminue fortement les risques d'une guerre nucléaire. En Europe, elle entérine le statu quo géopolitique défini à Yalta et Potsdam en stabilisant notamment la situation de Berlin et en éliminant des agendas la question de la réunification de l'Allemagne. Ces résultats sont au bénéfice des deux camps.
Au-delà, les objectifs poursuivis par les uns et les autres sont assez différents rendant ainsi la détente fragile et empêchant sa transformation en un état de paix stable. Au plan géostratégique, la détente n'élimine pas les causes profondes à la racine de la guerre froide entre les États-Unis et l'Union soviétique, car elle ne réduit pas la fracture idéologique entre les deux systèmes dont ils sont les champions et n'apporte pas de solution radicalement nouvelle aux impératifs de sécurité de ces deux puissances qui continuent de fait à contrôler voire étendre leurs sphères d'influence et à entretenir leur surarmement nucléaire. Plus spécifiquement, la détente donne aux soviétiques du temps pour continuer de développer leur arsenal militaire et renforcer leur potentiel technologique et économique grâce aux apports de l'Ouest. Elle leur laisse les mains libres pour développer leur influence et leur présence dans le tiers monde. Vue de Washington, la détente vise à atteindre les objectifs de la politique d'endiguement du communisme sans engager de nouvelles guerres comme celle du Viet Nam, très couteuse et dont l'opinion publique ne veut plus.
En Europe, elle marque le retour de l'Allemagne sur la scène internationale et elle développe le ferment de l'aspiration des peuples d'Europe de l'Est à plus de liberté et à un niveau de vie comparable à celui de leurs voisins de l'Ouest, contribuant ainsi à l'effondrement des régimes communistes. La Chine est devenue un acteur politique reconnu, créant ainsi les conditions de son développement économique à partir du milieu des années 1970.